# Čelákovice
Čelákovice − miasto w Czechach, w kraju środkowoczeskim.
Według danych z 31 grudnia 2003 powierzchnia miasta wynosiła 1 587 ha, a liczba jego mieszkańców 10 125 osób.

## Demografia
| Rok             | 1970  | 1980   | 1991   | 2001   | 2003   |
| --------------- | ----- | ------ | ------ | ------ | ------ |
| Liczba ludności | 9 395 | 10 390 | 10 295 | 10 031 | 10 125 |

Źródło: Czeski Urząd Statystyczny